# Принстон (Мен)
Принстон (англ. Princeton) — місто (англ. town) в США, в окрузі Вашингтон штату Мен. Населення — 745 осіб (2020).

## Демографія
Згідно з переписом 2010 року, у місті мешкали 832 особи в 360 домогосподарствах у складі 225 родин. Було 495 помешкань
Расовий склад населення:
| - 94,0 % — білих - 3,0 % — корінних американців - 1,4 % — чорних або афроамериканців - 0,1 % — азіатів |

До двох чи більше рас належало 1,1 %. Частка іспаномовних становила 0,7 % від усіх жителів.
За віковим діапазоном населення розподілялося таким чином: 21,6 % — особи молодші 18 років, 61,3 % — особи у віці 18—64 років, 17,1 % — особи у віці 65 років та старші. Медіана віку мешканця становила 44,9 року. На 100 осіб жіночої статі у місті припадало 103,4 чоловіків;  на 100 жінок у віці від 18 років та старших — 101,2 чоловіків також старших 18 років.
Середній дохід на одне домашнє господарство  становив 58 526 доларів США (медіана — 48 750), а середній дохід на одну сім'ю — 64 337 доларів (медіана — 52 000). Медіана доходів становила 57 292 долари для чоловіків та 30 208 доларів для жінок. За межею бідності перебувало 22,1 % осіб, у тому числі 32,5 % дітей у віці до 18 років та 14,9 % осіб у віці 65 років та старших.
Цивільне працевлаштоване населення становило 362 особи. Основні галузі зайнятості: освіта, охорона здоров'я та соціальна допомога — 21,3 %, виробництво — 18,2 %, роздрібна торгівля — 12,4 %, мистецтво, розваги та відпочинок — 9,7 %.